# Maextro S800

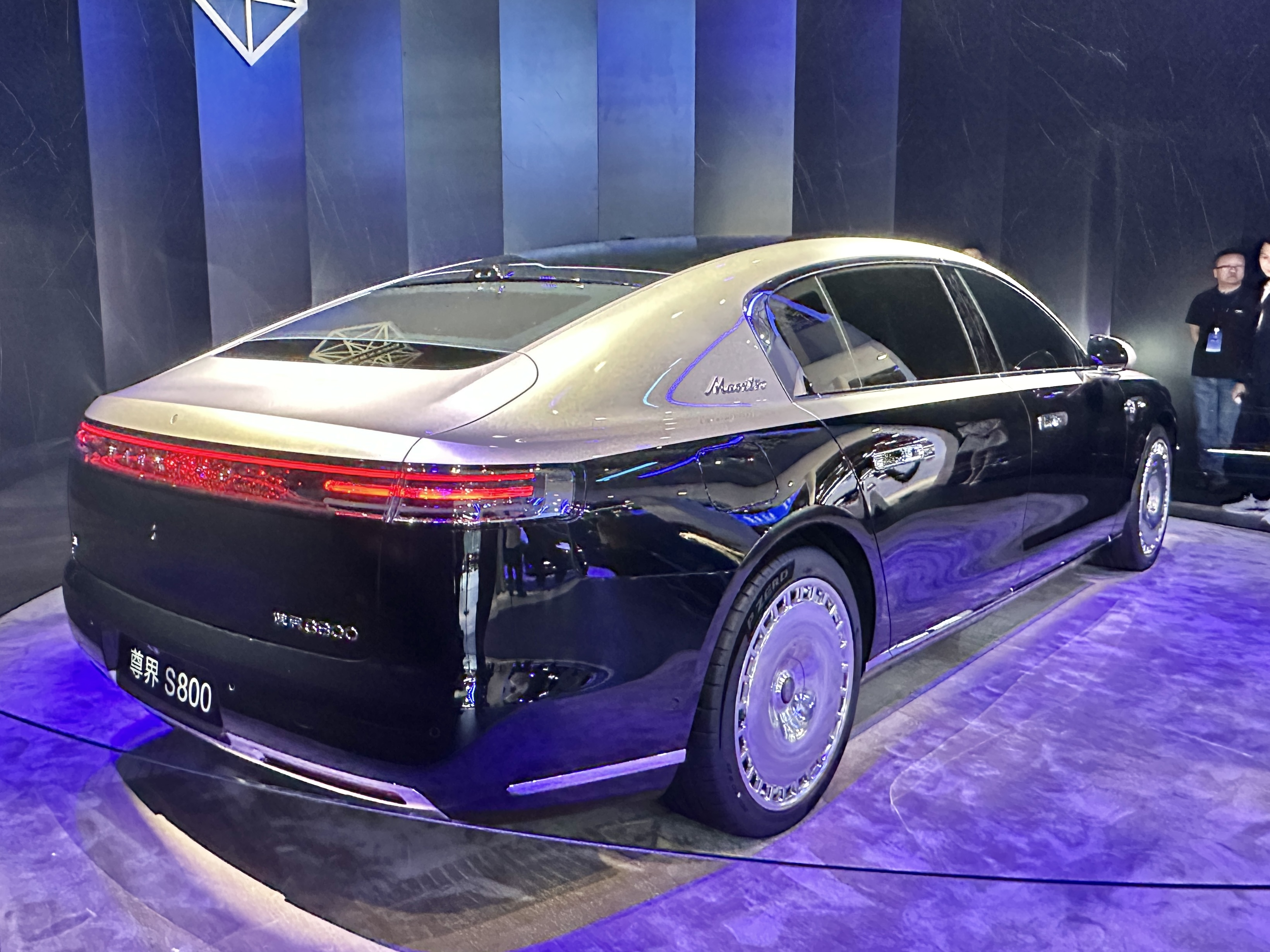
Heckansicht

Der Maextro S800 ist eine Oberklasse-Limousine der zum chinesischen Automobilhersteller Anhui Jianghuai Automobile gehörenden Marke Maextro. Der S800 ist das erste Modell der Marke und wurde November 2024 vorgestellt. Die Limousine ist 5,48 Meter lang und soll in Konkurrenz mit Fahrzeugen von Rolls-Royce und Mercedes-Maybach treten. Dies zeigen unter anderem verschiedene Designelemente.

## Beschreibung
Am 26. November 2024 wurde der Maextro S800 erstmals im Rahmen einer Huawei-Markenzeremonie Mate von Yu Chengdong (Richard Yu), dem Vorsitzenden der Huawei Consumer BG und Vorsitzenden der Intelligent Automotive Solutions BU, sowie Xiang Xingchu, dem Vorsitzenden der JAC Group, enthüllt. Gleichzeitig wurden Vorbestellungen in China entgegengenommen. Am 20. Februar 2025 wurde das Fahrzeug auf der Technologieveranstaltung der Marke Maextro vorgestellt, bei der es um die Präsentation neuer, von Huawei für das Fahrzeug entwickelter Technologien ging. Die offizielle Markteinführung erfolgte am 30. Mai 2025.
Der S800 ist das erste gemeinsam von Huawei und der JAC Group entwickelte Modell. JAC erklärte, dass es während der Zusammenarbeit seine besten Ressourcen in Maextro investiert und es als Top-Projekt fördert. Der Maextro S800 basiert auf der Tuling-Plattform der zweiten Generation, die als Tuling Longxing (chinesisch 途灵龙行) vermarktet wird. Diese Chassis-Architektur wurde fünf Jahre lang entwickelt und bietet Funktionen für intelligentes Fahren und Cockpit-Integration. Die Plattform ist für Limousinen, SUVs und Minivans mit einem Gesamtgewicht von 3 bis 3,8 Tonnen mit zwei bis vier Motoren und einer Leistung zwischen 490 und 1320 PS konzipiert. Das Modell führt die Designsprache „Zhizun New Luxury“ ein. Es folgt einem Designstandard namens „8S“, erfüllt die Kriterien Super Cruise, Manövrierfähigkeit, Informationswahrnehmung, Datenschutz, Satellitennetzwerkkonnektivität, KI-Unterstützung, aktiver Schutz und Zuverlässigkeit.
Äußerlich zeichnet sich der S800 durch eine zweifarbige Lackierung wie bei Mercedes-Maybach, feststehende Radkappen wie bei Rolls-Royce an den 21 Zoll großen Rädern und Elemente wie vertikale und horizontale Scheinwerfer mit Sternelementen in Kristall- und Metallic-Optik aus. Die Sternelemente finden sich auch an den Türgriffen und wie bei Rolls-Royce an der Innendecke. Maextro behauptet, dass die Gehäuseform des S800 dem goldenen Schnitt folgt. Im Innenraum kommen natürliche Materialien zum Einsatz, von denen einige in über 100 handwerklichen Schritten verarbeitet werden sollen.

## Technologien
Der S800 wurde entwickelt, um die Standards erweiterter Fahrerassistenz L3 zu erfüllen. Das System nutzt Huaweis ADS (Advanced Driver-Assistance System), ein intelligentes Fahrassistenzsystem. ADS bietet erweiterte Parkfunktionen wie automatisches Parken, automatisches Herbeirufen und anpassbare Parkeinstellungen. Die 32 Sensoren umfassen vier Huawei-eigene LiDAR-Sensoren mit 192 Zeilen. Laut Huawei erhöht sich dadurch die Wahrnehmungsdistanz bei schlechten Sichtverhältnissen um 60 % und die Reaktionszeit des Systems um 40 %. Der Einsatz von Deep Learning soll die Erkennung der Straßenumgebung verbessern und so präzisere und schnellere Entscheidungen ermöglichen. Das System profitiert außerdem vom Instinct Safety Network von Huawei und umfangreichen Trainingsdaten, die alle fünf Tage aktualisiert werden, wobei die Cloud-Computing-Leistung 7,5E FLOPS erreicht.
Der Wagen verfügt über eine aktive Federung und eine Hinterradlenkung mit einem Winkel von bis zu 16 Grad. Er verfügt über das Straßenwahrnehmungssystem ADS von Huawei, das mithilfe der ADAS-Sensorsuite rutschige und holprige Straßenverhältnisse erkennt und Lenkung, Federung und Drehmomentverteilung entsprechend anpasst. Es verfügt über das Karosseriesteuerungssystem Xmotion von Huawei, das es der aktiven Federung ermöglicht, im Voraus auf Unebenheiten zu reagieren, und in Verbindung mit der Hinterradlenkung die Neigung, das Anheben und Eintauchen der Karosserie reduziert. Die Hinterradlenkung ermöglicht einen Wenderadius von 5,05 m oder 3,8 m in einem speziellen Modus; außerdem wird direktes seitliches Einparken, das sogenannte „crab walking“, mit einen Hinterradeinschlag von 16 Grad unterstützt. Das adaptive Scheinwerfersystem folgt der Straßenrichtung und kann Verkehrsteilnehmer wie Fußgänger mit Fernlicht hervorheben.
Das Fahrzeug erkennt mithilfe des ADAS-Systems eine drohende Kollision und bereitet sich darauf vor, indem es Körperhaltung und Sitzposition anpasst, die Sicherheitsgurte strafft, die Fenster schließt und die Türen entriegelt. Der S800 verfügt erstmals über das Huawei Xinghe Fahrzeugkonnektivitätssystem. Dieses kann je nach prognostizierter Signalstärke zwischen Netzwerken wechseln und Karten vorladen. Zudem verfügt es über ein fahrzeugintegriertes Satellitenkommunikationssystem, das Netzwerksignale bis zu 30 Meter über das Fahrzeug hinaus überträgt.
. Das adaptive Scheinwerfersystem folgt der Straßenrichtung und kann Verkehrsteilnehmer wie Fußgänger mit Fernlicht hervorheben.
Das Fahrzeug erkennt mithilfe des ADAS-Systems eine drohende Kollision und bereitet sich darauf vor, indem es Körperhaltung und Sitzposition anpasst, die Sicherheitsgurte strafft, die Fenster schließt und die Türen entriegelt. Der S800 verfügt erstmals über das Huawei Xinghe Fahrzeugkonnektivitätssystem. Dieses kann je nach prognostizierter Signalstärke zwischen Netzwerken wechseln und Karten vorladen. Zudem verfügt es über ein fahrzeugintegriertes Satellitenkommunikationssystem, das Netzwerksignale bis zu 30 Meter über das Fahrzeug hinaus überträgt.

## Antrieb
Der S800 ist mit einem Zwei- oder Dreimotorenantrieb erhältlich. Die Energieversorgung erfolgt entweder ausschließlich über eine Batterie oder zusätzlich über einen Range-Extender-Benzinmotor. Die Batterie aller Versionen verfügt über eine NMC-Kathodenchemie und wird von CATL geliefert. Bei den reinen Batterieversionen beträgt die Akku-Kapazität etwa 97 kWh. Alle Motoren des Antriebsstrangs stammen von Huawei.
Der Range Extender verfügt über einen 1,5-Liter-Turbobenzinmotor, der nicht mechanisch mit den Rädern verbunden ist. Es verfügt über einen 63,25-kWh-Akku und eine 800-V-Elektroarchitektur, die 6C-Gleichstromladungen mit bis zu 390 kW ermöglicht, eine Ladezeit von 10–80 % in 10,5 Minuten ermöglicht und je nach Modell gemäß CLTC-Standard eine rein elektrische Reichweite von 272–371 km erreicht. Alle Konfigurationen haben einen 160-kW-Frontmotor. Die EREV-exklusiven Doppelmotormodelle haben einen einzelnen 230-kW-Heckmotor, während Dreimotormodelle über einen 237,5-kW-Motor verfügen, der jedes Hinterrad einzeln antreibt. Elektromodelle sind nur mit dem Dreifachmotor-Antriebsstrang erhältlich.